# Neoboletus venenatus
Neoboletus venenatus, hasta el 2015 denominado Boletus venenatus, es una especie de hongo boleto en la familia Boletaceae nativo de Japón y China. Fue transferido al nuevo género Neoboletus por los micólogos chinos  Gang Wu y Zhu L. Yang en 2015.

## Taxonomía
El micólogo japonés Eiji Nagasawa describió esta especie como Boletus venenatus en 1995. En Japón se le denomina dokuyamadori o tahei-iguchi.

## Distribución y hábitat
Se ha encontrado Neoboletus venenatus en el suroeste de China, específicamente en el Monte Laojun en el Condado de Yulong en la provincia de Yunnan  y en el Condado de Kangding en la provincia Sichuan y en Japón, específicamente Hokkaido y zona central de Honshu. Crece en regiones subalpinas asociado con coníferas como Abies, Picea y Tsuga.

## Toxicidad
Neoboletus venenatus es venenoso y causa síntomas gastrointestinales graves de náuseas y vómitos recurrentes, que pueden ser lo suficientemente graves como para provocar deshidratación. Los síntomas generalmente se resuelven en unos pocos días. Un compuesto tóxico, la bolevenina, fue aislado y descrito por Matsuura y sus colegas en 2007.